# Trochalopteron morrisonianum
Trochalopteron morrisonianum là một loài chim trong họ Leiothrichidae.